# 1632 en science
| Années de la science : 1629 - 1630 - 1631 - 1632 - 1633 - 1634 - 1635    |
| Décennies de la science : 1600 - 1610 - 1620 - 1630 - 1640 - 1650 - 1660 |

Cet article présente les faits marquants de l'année 1632 en science.

## Événements
- 21 février : Galilée, protégé par le pape Urbain VIII et le grand-duc de Toscane Ferdinand II de Médicis, fait paraître à Florence son dialogue des Massimi sistemi (Dialogo sopra i due massimi sistemi del mondo, Dialogue sur les deux grands systèmes du monde), où il raille implicitement le géocentrisme de Ptolémée[1].
- 9 août : les recteurs de l"Université de Leyde décident de la construction d'un observatoire[2].
- 1er octobre : Galilée est à nouveau convoqué par le Saint-Office[1].

## Publications
- Galilée : Dialogo sopra i due massimi sistemi del mondo ;
- Philippe van Lansberge : Philippi Lansbergii Tabulae motuum caeleslium perpetuae ;
- William Oughtred : Circle of proportion, Londres, 1632.

## Naissances

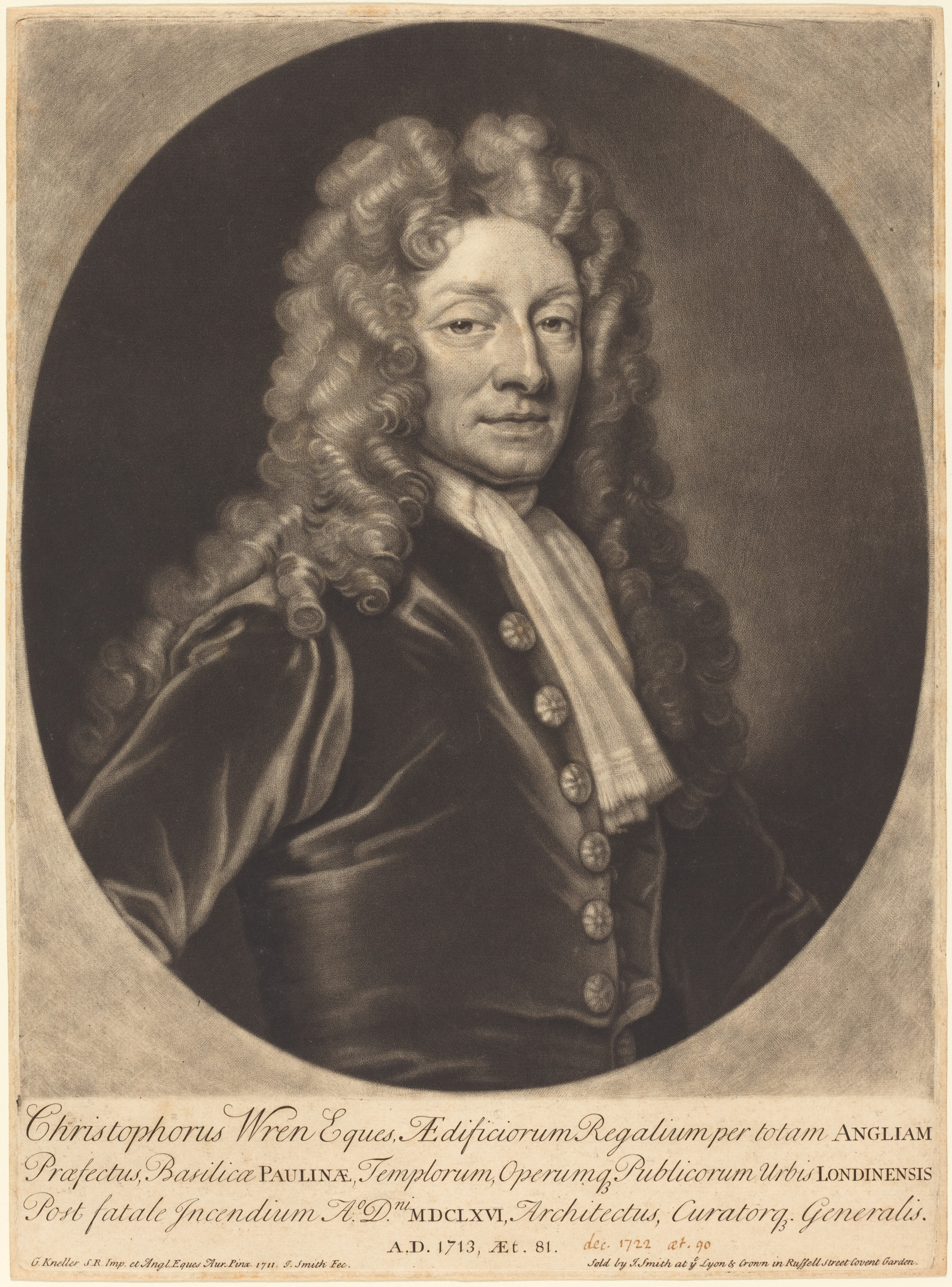
Sir Christopher Wren

- 1er juin (baptisé le 6 juin) : Elie Seignette (mort en 1698), chimiste et apothicaire français qui a inventé le sel de Seignette.
- 20 octobre : Christopher Wren (mort en 1723), astronome et architecte britannique.
- 24 octobre : Antoni van Leeuwenhoek (mort en 1723), pionnier néerlandais de l’utilisation du microscope.

## Décès
- 31 janvier : Jost Bürgi (né en 1552), horloger, et constructeur d'instruments suisse.
- 17 avril : obsèques de Nathanael Tarporley (né en 1564), mathématicien et astronome anglais.
- 24 mai : Robert Hues (né en 1553), mathématicien et géographe anglais.
- 30 septembre : Thomas Allen (né en 1542), mathématicien et astrologue britannique.
- 17 novembre : Pierre Richer de Belleval (né vers 1555), botaniste français.
- 8 décembre :
  - Albert Girard (né en 1595), mathématicien français.
  - Philippe van Lansberge (né en 1561), mathématicien et astronome belge.

- Johannes Geysius, mathématicien allemand.
- Charles du Lys (né en 1559), mathématicien français et conseiller du roi Henri IV.
- Vers 1632 : Denis Henrion, éditeur (métier) et mathématicien français.